# Santiago Eder
James Martin Eder (Jelgava o , 24 de junio de 1838-Nueva York, 26 de diciembre de 1921), conocido por su nombre en español Santiago Eder, don Santiago Eder o El Fundador, fue un abogado, diplomático y empresario letón de ascendencia judía, con nacionalidad colombiana y estadounidense.
Es considerado como el pionero de la industria azucarera en Colombia, y es ampliamente reconocido como uno de los industriales más importantes del siglo XIX en el país suramericano, gracias a la fundación del ingenio azucarero La Manuelita (hoy Manuelita). También se desempeñó como representante de Colombia y Estados Unidos ante otros países.

## Biografía
Santiago Eders nació en Jelgava, en el Ducado de Curlandia, Imperio Ruso (actual Letonia). Era hijo de Martin Sass Eder y Dorina Kaiser, y era el menor de los siete hijos de la pareja.  
En 1851, Eder emigró de Courlandia a la ciudad de Nueva York, donde su hermano mayor y la mayoría de sus hermanos estaban ya radicados. Completó su educación y después de un poco de experiencia laboral ingresó a la Facultad de Derecho en la Universidad de Harvard en 1858.  
En 1861 Eder se trasladó a San Francisco, y desde allí se trasladó al puerto marítimo colombiano de Buenaventura donde trabajó como abogado y representante comercial para firmas comerciales del Panamá colombiano, encabezadas por su hermano Henry Eder.  
En 1864, compró la planta de azúcar y de café Manuelita cerca de la ciudad de Palmira en el entonces valle geográfico del departamento del Cauca, en Colombia. Compró esa granja en una subasta pública en Cali de manos del padre del escritor Jorge Isaacs, George Henry Isaacs. Para ampliar su emporio comercial, Eder invirtió en la construcción de vías ferroviarias, dando lugar al Ferrocarril del Pacífico.
Ya convertido en un influyente hombre de negocios en la región, fue nombrando cónsul de los Estados Unidos en Buenaventura, así como en el vicecónsul de Chile, en 1866. En 1867 viajó a Londres donde conoció a la mujer que se convirtió en su esposa, casándose allí mismo. En 1900, Eder regresó a Colombia y fundó la fábrica La Manuelita, y luego la transformó en el primer ingenio a vapor en Colombia, en enero de 1901. También fue socio de la empresa que lanzó el primer buque de Colombia, el Cauca, en 1888.

### Últimos años
Eder viajó a Nueva York, y permaneció allí hasta su muerte, el 26 de diciembre de 1921. Tenía 83 años. Eder fue sepultado en el Cementerio Shearith Israel en Cypress Hills, Brooklyn, Estados Unidos.

## Familia
Santjago Martins Eders Kaisers era hijo de los letones de ascendencia judía Mosses Sass Eder y Dorena Kaiser. Su familia destacó en la industria colombiana. Su sobrino Montague David Eder fue uno de los principales sionistas de Inglaterra.
Eder contrajo matrimonio en Londres, en 1867 con la británica Elizabeth "Lizzie" Benjamin Myers; de este matrimonio nacieron sus hijos Henry, Charles, Louise, Walter, Phanor, Fanny y Edith Eder Benjamin, todos ellos nacidos en Colombia, luego de que Eder se radicara en Palmira, Valle, en el sur del actual departamento. 

## Legado
Don Santiago es considerado como el pionero de la industria azucarera en Colombia, siendo su empresa la primera de su tipo en el país. Junto a sus hijos Charles y Henry, y a su nieto Harold, James Eder pusieron en marcha uno de los capitales familiares más importantes del Valle del Cauca. Adicionalmente sus miembros aumentaron su riqueza con matrimonios entre industriales de la zona, como los Caicedo. 
Después de su muerte, la compañía azucarera Manuelita vio expansiones adicionales en 1927 y 1939. En 1952, bajo la dirección de Harold Henry Eder, nieto de Santiago, Manuelita se convirtió en el primer ingenio azucarero en Colombia en producir azúcar refinada. Bajo el bisabuelo de Santiago Eder, Henry James Eder Manuelita comenzó una expansión internacional, y hoy es una de las principales empresas agroindustriales de Colombia con operaciones en Colombia, Perú, Brasil y Chile. 
El actual presidente de Manuelita es Harold Eder Garcés, es el tataranieto de don Santiago y pertenece a la quinta generación de la Familia Eder en Colombia. Gran parte de la correspondencia de Santiago Eder, en su mayoría relacionada con negocios, pero también con el gobierno colombiano y asuntos familiares personales, se conserva en la Colección Phanor James Eder de la Universidad de Miami.